# Batalla del monte Harriet
La Batalla del Monte Harriet fue un enfrentamiento militar que tuvo lugar durante la Guerra de las Malvinas en la noche del 11 al 12 de junio de 1982.

## Fuerzas
Las fuerzas británicos empleadas fueron el Batallón de Comandos 40 de Marines Reales al mando del teniente coronel Nick Vaux, apoyado por una Batería del 29.º Regimiento de Artillería Real. El 1.º Batallón de la Guardia Galesa y dos Compañías del 40 Comando de Marines Reales estaban de reserva. La fragata Yarmouth dio apoyo con su artillería.
La defensa argentina se constituía por el Regimiento de Infantería 4 del teniente coronel Diego Alejandro Soria. El 30 de mayo el regimiento se trasladó con camiones desde monte Challenger a nuevas posiciones en el área de los montes Dos Hermanas y Harriet.

## Antecedentes
En la noche del 29 de mayo, se intentó desembarcar en helicópteros Sea King dos pelotones de Royal Marines (marines reales) de la Compañía 'Kilo' (capitán Peter Babbington) del Batallón de Comandos 42 para reforzar el Escuadrón 'D' en monte Kent, que con sus 458 metros es la cumbre más alta de Puerto Argentino. La operación helitransportada fue frustrada por las fuertes nevadas y un combate entre tropas del SAS del Escuadrón 'D' y la 3.ª Sección de Asalto del capitán Andrés Antonio Ferrero de la Compañía de Comandos 602, lo que costó dos hombres del SAS gravemente heridos y obligaron a los helicópteros británicos a abandonar rápidamente el lugar con el Marine William Macpherson recordando, "A medida que nos acercábamos pudimos ver resplandores a través de la nieve mientras entrabamos en el sitio de aterrizaje y estábamos como pensando '¿Qué es eso?' y luego hubo mucho fuego de ametralladoras y balas trazantes que venían hacia los helicópteros y nos inclinamos muy repentinamente y luego la puerta se cerró de un portazo y no sabíamos lo que estaba pasando y terminamos de vuelta en San Carlos. Y cuando regresamos, probablemente eran las 3 de la mañana y el suboficial mayor estaba allí en el establo y dijo: "No tienen idea de lo cerca que estuvieron esta noche".
El teniente coronel Mike Rose (jefe del SAS) estaba a bordo de uno de los helicópteros y reconoce que los británicos casi perdieron la guerra de Malvinas esta noche, junto con parte de la Compañía 'Kilo' y los helicópteros asignados para ayudar a los marines reales y paras tomar las alturas claves al oeste del río Murrell, "Cuando llegamos allí, las fuerzas especiales argentinas estaban casi en la cima desde la que podrían haber disparado directamente contra los helicópteros. Entonces, como dijo el brigadier Julian Thompson, habría sido 'Fin del juego'. Así que realmente fueron 10 minutos en que bien podríamos haber perdido la guerra."
En la noche del 30 de mayo, el jefe del SAS junto con la Compañía 'Kilo' del capitán Babbington subieron nuevamente a bordo de helicópteros Sea King en San Carlos para finalmente tomar el monte Kent donde el Escuadrón 'D' del SAS ya había establecido una fuerte presencia. Sin embargo, cuando llegaron a la zona de aterrizaje, a unos tres kilómetros detrás de la cresta de la montaña, los marines reales se sorprendieron al ver los destellos de las líneas de munición trazadora iluminando la noche como resultado de un nuevo enfrentamiento con una patrulla de comandos argentinos. Luego de un rato, los miembros de la patrulla argentina —la 2.ª Sección de Asalto del capitán Tomás Víctor Fernández, de la Compañía de Comandos 602— se retiraron aprovechando la cubierta entre las rocas, matorrales y la hierba. A finales de mayo los británicos del Servicio Aéreo Especial (SAS) y el Cuadro de Guerra de Montaña Y Ártico (M&AWC), habían defendido exitosamente los montes Simón, Kent y Bluff Cove Peak, sufriendo diez gravemente heridos en los combates con las patrullas de comandos argentinos. Los refuerzos británicos informan de la pérdida de un marine real (Van Rooyen) que se fracturó una pierna al tomar cubierta durante el bombardeo de morteros que tuvo lugar. Los británicos también admiten que un helicóptero Chinook (ZA718) tuvo que hacer un aterrizaje forzoso en un arroyo después de sufrir daños (cables eléctricos) por armas de fuego o fragmentos de mortero.
El 31 de mayo, la 1.ª Sección de Asalto del capitán José Arnobio Vercesi de la Compañía de Comandos 602 se ve obligada a rendirse tras a una feroz acción de 45 minutos contra una patrulla reforzada de la M&AWC del capitán Rod Boswell en Top Malo House después de sufrir 2 muertos y 6 heridos. Producto del desgaste que sufrieron los comandos del SAS y M&AWC, quedaron solamente cuatro comandos británicos operando en monte Smoko y no pudieron cumplir a tiempo con su misión, que era conquistar el puente Fitz Roy-Bluff Cove a solo 7 kilómetros. Como resultado del atraso, los británicos tardaron una semana más en lograr el libre acceso a Bahía Agradable desde el mar. Por esta razón, el 8 de junio las guardias galesas sufrieron ataques de la Fuerza Aérea Argentina que dejaron como resultado 50 muertos, 200 heridos y dos buques fuera de combate.
El ataque del 40 CDO contra monte Harriet se produjo después de varios días de observación y acciones de patrulla. Algunas patrullas de combate nocturno, eran parte de un plan de engaño para convencer a los argentinos de que el ataque vendría de la costa. Otras patrullas, más encubiertas, eran para encontrar una ruta a través del campo de minas que rodeaba por el sur el monte Harriet. Se usaron francotiradores y artillería naval para hostigar a los defensores argentinos e interrumpir su descanso.
El 14 de mayo, el Cabo Principal Osvaldo Enrique Radicci, un francotirador especializado de la infantería marina armado con granadas explosivas de rifle, es enviado en un jeep para patrullar la costa entre el Río Murrell y las Alturas Rivadavia. En la primera semana de junio, Radicci afirmaría la destrucción de un helicóptero enemigo en tierra y su tripulación refugiados en una casa. Los británicos admiten la pérdida de un helicóptero Gazelle (XX377) y su tripulación (Mayor Michael Forge, Sargento Christopher Griffin y los Cabos Simon Cockton y John Baker) derribados el 6 de junio, pero afirman que fue por un misil Sea Dart disparado del destructor HMS 'Cardiff'.
El 3 de junio, la Tropa de Reconocimiento del teniente Chris Marwood 42 CDO, acompañada por un equipo de control aéreo de la RAF (al mando del teniente Dennis Marshall-Hasdell), detectó una patrulla del RI 4 (hombres del Cabo Nicolás Víctor Odorcic pertenecientes al 3.er Pelotón del Subteniente Lautaro Jiménez Corbalán de la Compañía B en monte Harriet, en camino a reforzar a los hombres del Cabo Elvio Alberto Balcaza infiltrados en las laderas del Wall). El pelotón británico abrió fuego y dos conscriptos murieron en el choque (Celso Páez y Roberto Ledesma), y el Cabo Odorcic cayó aturdido por un disparo en el casco de uno de los francotiradores de los marines mientras se refugiaban entre las rocas.
Intervino una patrulla del Cabo Walter Ariel Pintos (perteneciente al 3.º Pelotón del Subteniente Marcelo Llambías Pravaz de la Compañía C en Dos Hermanas) y los hombres de Pintos lograron tomar a los marines reales por el flanco. El oficial encargado de dirigir los planeados ataques aéreos contra monte Harriet, el teniente Dennis Marshal-Hasdell en el libro 'The Scars of War' (HarperCollins, 1993) recuerda que:

Nos separamos de nuestras pesadas mochilas con las radios y todo nuestro equipo. La patrulla se dispersó por un área bastante grande, con un montón de gritos, el ruido y fuego en curso. La infantería de marina abandonó todo su equipo, y aunque nadie nos lo dijo, quedó claro que íbamos a retirarnos. Sin información, y probablemente teniendo que luchar en nuestro camino de salida, Dave Greedus y yo decidimos abandonar nuestro equipo, destruyéndolo lo más que pudimos. Fue suficiente con los dos aparatos de radio (HF y UHF ), ¡pero la unidad de marcación láser de objetivos HAZE fue diseñada para soportar el peso de un tanque!

El indicador láser de objetivos recuperado en el enfrentamiento desveló que los marines reales estaban intentando destruir los búnkeres argentinos en el monte Harriet, con bombas guiadas por láser desde el monte Wall. De acuerdo al capitán Hugo Ranieri de la 3.ª Sección de Asalto de la Compañía de Comandos 602:

Una noche tuvimos una misión  de combate, sería el 2 o 3 de junio, en el monte Wall. Salimos desde el puesto del teniente primero Carlos Alberto Arroyo, jefe de la compañía “B” en el monte Harriet, de destacada actuación, un gran oficial, para tener en cuenta ... Tomamos el armamento, nos enmascaramos y salimos hacia el Wall. Debimos andar haciendo zigzag para atravesar varios campos minados ... Habíamos coordinado fuego de artillería para las veintidós horas y teníamos que alcanzar un punto. A esa hora la primera batería empezó a batir el Wall. Cuando iba a hacer fuego la segunda batería, el mayor Aldo Rico apreció que lo iba a hacer donde estábamos nosotros. Ordenó entonces milagrosamente adelantarnos como ciento cincuenta metros a una especie de zanjón ... El mayor no quiso perder más tiempo y ordenó el asalto al monte. Pasamos al ataque y nos encontramos con que los ingleses se habían retirado abandonando todo; supongo que por el fuego de artillería. Había mucho equipo: mochilas completas, bolsas cama, cascos, telémetros laséricos, radios, baterías de radio, linternas de señales, comida, varios dispositivos de antenas. Es decir, era todo un equipo para un puesto adelantado para pasar información hacia atrás. Con sofisticados elementos además para la detección de nuestras posiciones, tanto para apuntar como para reglar la artillería.

Al día siguiente los hombres de la Tropa (pelotón) 10 del teniente Tony Hornby volvió a ocupar el puesto de observación del monte Wall sin ninguna oposición.
Sin embargo, en la noche del 5 al 6 de junio, la 3ª Sección de Asalto del capitán Andrés Ferrero atacó a los hombres del Teniente Hornby en Monte Wall. Después de un breve bombardeo terrestre, los marines reales de Hornby se vieron obligados a retirarse.
El Puesto de Mando del Regimiento 4 pronto se convierte en un palco para observar el desarrollo de la operaciones en la zona de los montes Kent y Challanger. Allí se posicionan diariamente el teniente 1º Carlos Alberto Arroyo, como jefe de la Compañía B, y luego el capitán Tomás Jorge Fox, observador adelantado del Grupo de Artillería 3.
El 7 de junio, desde el puesto de mando en Monte Harriet se avistó un buque descargando material en Bahía Agradable, lo que se informó a la X Brigada. Al día siguiente la Sección Blowpipe (misiles tierra-aire) de la Compañía de Comandos 602 informa la presencia de dos grandes transportes de tropas, produciéndose el exitoso ataque aéreo sobre ellos (eran el Sir Galahad y el Sir Tristram). Según el soldado Argentino Foremny 

Participé con un rol protagónico del desembarco inglés en Bahía Agradable, lo que fue denominado luego como el día más negro de la flota ... Teníamos el visor óptico más sofisticado que había en la zona en ese momento, un visor infrarrojo de nuestro lanzamisiles, con el que pudimos ver el desembarco desde la cima del Monte Harriet a 35 kilómetros de distancia, en el último bastión defensivo argentino. Realizábamos una emboscada antiaérea y en un paneo con el visor infrarrojo divisamos entre la neblina del amanecer la imagen difusa de la silueta de los barcos y el desembarco inglés, que nuestros compañeros no alcanzaban a divisar con binoculares ni con la mira telescópica de los fusiles. Y dimos el aviso a Puerto Argentino para alertar a la Fuerza Aérea.

El día 11, el ablandamiento de la compañía en el monte Harriet fue intenso. Más de 1000 proyectiles de artillería y morteros cayeron sobre la Compañía B del Regimiento de Infantería 4.

## Preludio
El 8 de junio, el Regimiento 4 recibió del continente refuerzos en Dos Hermanas y Harriet a órdenes del teniente 1º Carlos Mario Ferrari del Sel del Regimiento de Infantería 1 Patricios, además de paracaidistas y granaderos del Regimiento de Infantería Aerotransportado 17 (RI Aerot 17) y Regimiento de Granaderos a Caballo del General San Martín (RGC).
En la noche del 8-9 de junio, la acción se extiende por toda la Zona de Defensa Exterior, cuando la Tropa 1 al mando del teniente Mark Townsend de la Compañía K del 42 CDO, intento infiltrar el norte del monte Harriet, matando a dos argentinos (el cabo Hipólito González y el soldado Martiniano Gómez del 3.er Pelotón del subteniente Jiménez Corbalán) antes de retroceder y caer bajo fuerte fuego de nuevo, esta vez de los hombres del 3.er Pelotón del subteniente Marcelo Llambías Pravaz en Dos Hermanas Sur. Según Llambías Pravaz “El día 8 una fracción bastante nutrida de ingleses se infiltró por Goat Ridge, que es una formación de piedras de 15 metros de altura que está entre Dos Hermanas y Harriet. Allí, los ingleses fueron rechazados por la compañía de comandos del Regimiento 4, acción en la que se destacaron el subteniente Pasolli y el teniente 1º Galoy. Se les tiró con morteros pesados que estaban al mando del subteniente Juárez. ¡Eran un espectáculo los morteros pesados! Allí los ingleses tratan de replegarse y se dan de lleno con una sección que estaba al mando de un compañero mío del Colegio Militar, el subteniente Giménez Corbalán, también en comisión. Ellos vuelven a rechazarlos y entonces los ingleses, que abandonan equipos, se dirigen –en un último repliegue hacia monte Dos Hermanas. Allí estábamos nosotros con dos ametralladoras. Teníamos cuatro visores nocturnos muy buenos y les causamos muchas bajas. Al día siguiente no encontramos muertos –los ingleses tenían esa costumbre de llevárselos- pero sí encontramos cualquier cantidad de material abandonado. Les causamos muchas bajas porque yo, sinceramente, los vi caer.” Al mismo tiempo, dos pelotones pertenecientes al Batallón de Comandos 45 intentaron hacer lo mismo en cerro Dos Hermanas, pero el radar de vigilancia terrestre RASIT en las primeras líneas argentinas, detectó a las patrullas de combate enemigas, y el fuego ordenado por el mayor Carlos Eduardo del Valle Carrizo Salvadores  en monte Longdon dispersó a los comandos británicos.
Cerca del atardecer del 9 de junio los hombres de Soria detectaron la presencia de tropas británicas que habían tomado posiciones adentro Port Harriet House, al sur del monte Harriet. La Sección de Exploración (subteniente Jorge Pasolli) y la Sección de Morteros Pesados (subteniente Mario Héctor Juárez) del Regimiento 4 recibieron instrucciones de seleccionar hombres para desalojar a los británicos del lugar a punta de bayoneta y con los morteros de 120 mm proveyendo cobertura, las Guardias Escocesas se vieron obligados a evacuar Puerto Harriet House rápidamente, dejando atrás sus mochilas y las radios, pero lograron retirarse aunque sufren tres gravemente heridos.
En la noche del 9 al 10 de junio, como resultado de la enérgica resistencia ofrecida por los hombres del subteniente Jiménez Corbalán la noche anterior en el monte, el jefe (teniente coronel David Morgan) del 1er Batallón del 7º Regimiento de Fusileros Gurkhas del Duque de Edimburgo se vio obligado a cancelar una fuerte incursión compuesta por una entera compañía de soldados nepaleses que pasarían por las  posiciones en el Harriet antes de atacar con cuchillos kukri a los defensores en las laderas del monte William esa misma noche.
Durante una semana y media el Regimiento 4 defendió los monte Dos Hermanas y Harriet de los ataques de patrulla reforzadas de los marines reales. Cada vez que los comandos británicos penetraban la zona las tropas argentinas contraatacaban y desalojaban a los infiltradores con sus fusiles, ametralladoras y morteros. El subteniente Jiménez Corbalán dice “Hay que comprender que los combates anteriores, el del 7 y el 8 fueron exitosos para los argentinos. El resultado de la guerra fue adverso y se peleó muy bien y ahora estamos en entrando en una faceta en donde debemos sentirnos orgullosos de lo que pasó, para entender y afrontar el futuro”.
En la mañana del 11 de junio, Vaux dio orden de ataque al 42 CDO. La Compañía K recibió la orden de atacar el extremo oriental de la montaña, mientras que la compañía L atacaría por la saliente sur de la montaña. La Compañía J lanzaría un ataque de distracción (con nombre en clave Vesubio) en el extremo occidental del monte Harriet.
En las últimas horas del 11 de junio las compañías K y L se trasladaron de su área de reunión en el monte Challenger (que se encontraba al oeste de Monte Harriet) y se dirigieron al sur, en torno a su objetivo, a través de un campo minado, hacia sus respectivas líneas de partida. La Compañía J rodeó el campo minado en la oscuridad para lanzar su ataque de distracción desde el monte Wall.

## La batalla
Un impresionante fuego de ablandamiento cayo sobre los montes Longdon, Harriet y Dos Hermanas el 11 de junio con bombardeos aéreos complementando la artillería de campaña británica lo que mató a dos soldados argentinos e hirió a más de veinticinco en el Regimiento 4 en el Monte Harriet. Posteriormente John Witheroe, uno de los corresponsales de guerra británicos, relató lo siguiente sobre el fuego de ablandamiento:

Estábamos involucrados en un ataque de noche en monte Harriet, con las Guardias Galeses viniendo como refuerzo. Esto supuso una marcha de varias horas durante una noche muy oscura, a través de un campo de minas. Fuego de artillería esporádicos ralentizaba nuestro progreso tremendamente. Finalmente llegamos a la base del monte Harriet, que era blanco de un increíble bombardeo desde una fragata en la costa. La montaña entera parecía estar a punto de estallar en llamas. Parecía imposible que alguien pudiera sobrevivir a un ataque así. Esto se prolongó por más de una hora, proyectil tras proyectil, silbando sobre nuestras cabezas y golpeando la montaña. Finalmente  cesó y los infantes de marina avanzaron. Para nuestra sorpresa, parecía haber una cantidad increíble de lucha en marcha. Había un montón de fuego de trazadoras. La noche entera estaba iluminada por resplandores, que cubrían con un manto mortal e irreal a toda la escena.

Los argentinos respondieron de la misma manera, el capitán Fox junto con el teniente 1.º Arroyo, que había sido entrenado como comando, dirigieron andanadas de artillería que cayeron entre los hombres de la Compañía B del 7º Fusileros de Gurkas del Duque de Edimburgo en el área de bahía Agradable, hiriendo seriamente a cuatro gurkas, incluyendo el cabo Gyanendra Rai que casi se desangra. Rai, que fue condecorado con la medalla del Atlántico Sur, describió los primeros momentos al descubrir que estaba herido: «Estaba absolutamente convencido de que moriría. Tenía un dolor intenso. Era como si alguien me hubiera dado con un mazo de dos kilos en el costado.»
La Compañía K del capitán Peter Babbington cruzó su línea de salida y procedió a subir la montaña sin ser detectados, acuchillando a dos centinelas en su camino, según el historiador Hugh Bicheno. Seguían sin ser detectados hasta que llegaron a las posiciones del pelotón de morteros del subteniente Mario Héctor Juárez y decidieron atacarlos rápidamente. Fueron asistidos en su avance por la fragata HMS 'Yarmouth', además de artillería y morteros. Durante este enfrentamiento muere el cabo Laurence G Watts al entrar en una carpa y recibir un disparo en el corazón.
A unos 150 metros del puesto de comando de Soria, el cabo Steve Newland rodeó por detrás a los remanentes del Pelotón de Reserva del teniente 1º Ignacio Benjamín Gorriti (ahora al mando del cabo Raúl Andrés Adalia y el teniente 1º Jorge Agustín Echeverría, oficial de inteligencia del Regimiento 4) y su guardaespaldas, el dragoneante José Luis Gorosito, quienes estaban preparando una emboscada adelante de la ametralladora pesada operada por soldado conscripto José Daniel Sánchez, mientras que los cabos José María González, Carlos Raúl Nieva y nueve conscriptos más cubrían otro camino al puesto de mando del RI 4. Aunque estaban colocados más de veinte fusileros de los tres cabos argentinos para enfrentarse a cualquiera que se acercara, Newland se colocó dentro del alcance de la ametralladora de Sánchez para silenciarla. Lanzó granadas de mano a dos soldados argentinos pero recibió disparos en ambas piernas intentando llegar a la parte trasera de la posición de la ametralladora. Con la ametralladora argentina puesto fuera de servicio, los cabos Chrystie Ward y Mick Eccles fueron capaces de barrer la posición con la ayuda del infante de marina Nick Barnett armado con una ametralladora. Por esta acción los tres cabos británicos fueron condecorados.
Relata el teniente primero Echeverría:

Los ingleses que intentaban avanzar estaban en el mismo cerro que yo, como en una saliente que quedaba enfrente de nosotros, que era como una mesetita más alta que el lugar donde estábamos. En el centro, había una gran roca en un pequeño vallecito. Los ingleses entonces se ponían ahí, porque les surtíamos por todos lados ... Era un fuego disperso totalmente, la intensidad del combate había disminuido excepto al frente, donde estaba el teniente primero Carlos Alberto Arroyo con su compañía, desde donde se escuchaba un volumen de fuego mucho mayor. Se ve que pudieron cambiar de posición, porque estaban combatiendo muy fuerte ... La cuestión es que seguí en el cerro, ya tenía los dos heridos y seguíamos resistiendo bien. En ese momento teníamos tres soldados a la retaguardia, tres FAL más conmigo que cambiábamos de posición en unos quince metros de frente por cinco, y el cabo con el visor y los heridos. Era un pequeño lugar que dominábamos bien ... La cuestión es que en ese lado ya no se combatía, pero en Dos Hermanas sí se veía el entrecruzamiento de disparos. Yo, como dije, no me imaginaba qué había pasado con mis tres soldados de la retaguardia y me preguntaba qué había ocurrido con esos changos mientras combatía hacia el frente. Después desgraciadamente, incluso a través de los ingleses, comprobé que estaban muertos.

Un número creciente de soldados argentinos empezaron a rendirse, principalmente los agotados conscriptos del Pelotón de Reserva del RI 12, Pelotón de Morteros y Pelotón de Reconocimiento del RI 4, pero el jefe de la Compañía B del Regimiento 4 y varios oficiales, suboficiales y conscriptos continuaron luchando. Los recientemente llegados refuerzos de la Guardia Presidencial  RGC a órdenes del sargento Jorge Alberto Rivero  también continuaron combatiendo, cubriendo la retirada de la jefatura del Regimiento 4 al puesto de comando del teniente 1.º Arroyo.
La Compañía L británica del capitán David Wheen cruzó su línea de partida poco después de la Compañía K y casi de inmediato se encontraron bajo fuerte fuego de ametralladoras del Pelotón de Fusileros del subteniente Pablo Andrés Oliva (ahora coronel) que defendía la saliente sur. Estas armas no serían silenciadas hasta ser alcanzadas por varios misiles pesados antitanque MILAN y el fuego de seis piezas de artillería de 105 mm disparando desde el monte Challenger. Les tomó a los infantes de marina de la compañía británica seis horas en avanzar 600 metros debido a la fuerte resistencia argentina que incluyó parte de la jefatura del RI 4 (Teniente 1.º Francisco Pablo D'Aloia, jefe oficial administrativo, Teniente 1.º Luis Oscar García, jefe de la Compañía Comando y Servicios, Sargento 1.º Miguel Ángel Cáceres, el suboficial más  antiguo de la Compañía B, subteniente Edgardo Duarte Lachnight, jefe de la Sección de Communicaciones y subteniente Jorge Pasolli, jefe de la Sección de Exploración)) y el Pelotón de Fusileros del subteniente Eugenio César Bruny del RI 4, siendo disparados por al menos siete ametralladoras argentinas en Harriet, fuego de morteros de Dos Hermanas y fuego de artillería, que hirió a catorce infantes de marina británicos, incluyendo el segundo jefe de la Compañía L y el jefe de uno de los pelotones de los marines reales.
El subteniente Marcelo Llambías Právaz recuerda que:

Digamos que ese ataque no fue esperado. Los ingleses, muy hábilmente, entraron por los morteros pesados, ahí es donde el teniente 1º Echeverría reúne a la gente…, digamos que la principal fracción orgánica que combate es la compañía comando, o sea se agrupó al personal, prácticamente fue el personal de cuadros, más que soldados. El jefe del regimiento se ve obligado a abandonar el puesto de comando que es tomado por el enemigo. Y se va con la compañía B. Ahí combaten a las órdenes del teniente 1º Galoy y el jefe de la sección de comunicaciones, que era el subteniente Duarte, y la acción se prolonga hasta las 4 o 5 de la mañana. Hubo mucho personal de cuadro herido, por ejemplo el subteniente Bruny, que fue herido al frente de su sección. Allí se destacaron el teniente García y el teniente Pasolli.

El capitán Fox por su parte, relató:

Se comenzó a hacer insostenible la posición y el jefe del Regimiento decidió ir él personalmente hacia la Compañía B para organizar un contraataque allí arriba. El había mandado a pedir ya una sección pero la cuestión es que el que fue a pedirla no llegó o se demoró. Ante la previsión de que el puesto de comando cayese, nos ordenó que quemásemos las claves; estábamos allí un suboficial radioperador y yo, que había estado colaborando con la dirección del fuego. Una vez que el jefe del Regimiento se hubo ido, el general Jofre quiso hablarle y pidió al suboficial que lo comunicara con él; yo le dije que había constituido el puesto de comando en la compañía B. Entonces el general le dijo al suboficial: "¿Y usted que hace ahí? Vaya con su jefe que yo quiero hablar con él!" El suboficial le contestó: "Sí, mi general", y salió con la radio. Y me quedé solo dentro de la cueva prendiendo fuego a la documentación.

Antes del amanecer la Compañía LIMA recibió órdenes de proceder a Cordón de la Cabra (Goat Ridge) defendida por el Pelotón de Fusileros del subteniente Oscar Augusto Silva del RI 4. La Tropa 5 (pelotón) del teniente Jerry Burnell avanzó y pronto los marines reales se encontraron bajo fuerte fuego del 3.er Pelotón del subteniente Jiménez Corbalán más otros del pelotón de Silva y los remanentes de la Guardia Presidencial o RGC quienes cubrían la retirada argentina. Jiménez Corbalán perdería a dos conscriptos muertos en el combate (Juan José Acuña y Carlos Epifanio Casco) pero los comandos británicos sufrieron un herido y se vieron inicialmente obligados a retroceder y pedir que le enviasen más ametralladoras. La Compañía LIMA ahora abrió fuego con 15 ametralladoras y los hombres del capitán Wheen pudieron avanzar de nuevo. Tomaron a seis prisioneros, aunque la mayoría de los hombres de Jiménez Corbalán se habían retirado. La fracción de Silva repelería otro asalto más hasta que la artillería británica les forzó a retirarse.
Justo antes del amanecer del 12 de junio, se produjeron los últimos combates con el cabo Roberto Basilio Baruzzo y media docena de conscriptos, situados justo debajo la cumbre, quienes detuvieron completamente a la Compañía LIMA por un buen rato con disparos precisos, hiriendo a varios marines reales, hasta que el teniente primero Echeverría y el cabo González fueron gravemente heridos, y se le acabó la munición de su fusil M-16 con mira nocturna al cabo Baruzzo y fueron tomados prisioneros. En algún momento de la madrugada, mientras el 3.er Pelotón del subteniente Jiménez Corbalán se dirigía a nuevas posiciones en el monte William, el oficial quedó cegado temporalmente al accionar una trampa explosiva cuando dirigía a sus hombres a través de un campo de minas. El cabo Nicolás Odorcic también fue afectado por la onda expansiva. En cuanto a su herida, Jiménez Corbalán contó que “soy herido en el amanecer del 12 de junio, cuando encabezando un cambio de posición, me dirijo al Monte Williams y entró en un campo minado. Entonces piso un artefacto explosivo y volé por los aires, perdiendo el conocimiento y proyectado dentro del campo minado, por la onda expansiva. Hay dos soldados (Teodoro Flores y Carlos Salvatierra).... que deciden entrar al campo minado y me rescatan. Se arriesgan y me rescatan, hay que entender el valor superlativo por ello”. 

## Consecuencias
El ataque británico fue un clásico ejemplo del buen uso de artillería, planificación y sorpresa, en su avance hacia la capital malvinense, pero los marines reales reconocen que no pudieron capturar monte William esa noche como habían planeado y se habían quedado sin lanzacohetes M72 LAW para su empuje final en Puerto Argentino con el marine real William Macpherson recordando, "Llegamos a Puerto Stanley. Una situación muy extraña. Nos dieron las órdenes y nos aproximamos en la mañana del 14 de junio. Nos habíamos quedado sin municiones (antitanques) sin reabastecimiento de municiones (de 66mm). Y literalmente estábamos hablando entre nosotros de cómo despejar edificios y combatir en áreas urbanizadas  con bayonetas porque eso iba a ser un verdadero desafío."
Los atacantes británicos tuvieron dos marines reales muertos y 30 heridos. Otros seis combatientes británicos más (tres guardias escoceses y cuatro gurkhas) fueron heridos por el fuego de morteros y artillería argentina dirigidos desde monte Harriet en los días previos. Monte Harriet y sus laderas fueron duramente batidos por fuego de artillería argentina el 12 y 13 de junio y moriría un suboficial británico (cabo Chris Charles Thomas) de la Guardia Galesa. Los británicos también admiten la pérdida de un helicóptero derribado el 6 de junio, matando a los dos pilotos (mayor Michael Forge y sargento mayor John Hornear) y dos señaleros (mayor Michael Forge y sargento mayor John Hornear) mientras transportaban equipos de comunicaciones en apoyo al 42 CDO en su planificado ataque contra los montes Harriet y William. 
Dieciocho combatientes argentinos murieron defendiendo monte Harriet, incluidos los muertos en las acciones de patrullas y por el fuego demoledor de ablandamiento en la semana y media previa al asalto final. El subteniente Lautaro Jiménez Corbalán estaba al mando inicialmente de 45 hombres y cuenta «Tuvimos seis muertos en combate, un suboficial y cinco soldados y 14 heridos, entre los cuales estaba yo, pero todos hemos vuelto con alguna herida, en el cuerpo o en el alma». Algunos periodistas británicos en el furor de la victoria describieron a los soldados argentinos como conscriptos inexpertos que se rindieron tras los primeros disparos, pero el suboficial principal de los marines reales John Cartledge, que sirvió en la Compañía LIMA durante la batalla, los corrigió diciendo que los argentinos fueron buenos soldados que habían luchado bien:

Ellos usaron las tácticas que les habían enseñado sobre el principio muy bien, estaban bastante preparados para un ataque. Ofrecieron una fuerte resistencia del principio hasta el fin. Además estaban mejor equipados que nosotros. Nosotros teníamos visores nocturnos de primera generación, que eran grandes piezas de equipo pesado, mientras que los argentinos tenían visores nocturnos de segunda generación americanos que eran compactos y mucho mejores que los que teníamos nosotros. La deficiencia que expusimos es que ellos tenían planeado un ataque por el un extremo occidental de la montaña y por lo tanto, no se había molestado en ampliar sus posiciones defensivas hasta el extremo oriental, donde finalmente atacamos.

Un general británico señaló que contrario a las tácticas de las tropas de elite israelíes, los infantes de marina reales en Harriet prefirieron tomarse su tiempo para evitar costosos asaltos frontales:

«Lo que se necesitaba era velocidad, pero sin ser un maldito estúpido. Los israelíes lo habría hecho mucho más rápido, pero con muchas más bajas.»

El Batallón de Comandos 42 capturó 200 prisioneros en monte Harriet, y por la valentía demostrada en el ataque, la unidad fue condecorada con una Orden del Servicio Distinguido, una Cruz de Guerra, cuatro Medallas Militares y ocho hombres recibieron Menciones en Despachos.
El jefe del Servicio Aéreo Especial Británico, el teniente coronel Mike Rose, admitiría después que las fuerzas terrestres británicas estaban a solo unos días de retirarse de Malvinas debido al desgaste producido por los soldados y pilotos argentinos:

La Royal Navy, que hizo un trabajo brillante al reunir la fuerza de tarea y traernos a todos aquí, solo podía quedarse en el mar y sostener la fuerza terrestre hasta mediados de junio y si hubiese habido un retraso en el desarrollo de los planes para tomar Puerto Stanley un poco después de mediados de junio, los británicos habrían tenido que retirarse porque la flota que los sostenía hubiese tenido que irse y, por supuesto, la guerra terminó el 14 de junio, por lo que estábamos realmente al final del juego cuando finalmente terminó la guerra y así que, como habría dicho el Duque de Wellington, fue una cosa bastante reñida debido a eso.